# Lolita Morena
Lolita Morena est une comédienne et animatrice de télévision suisse, née le 15 octobre 1960 à Cantiano (Italie).

## Biographie

### Origines, enfance, études et famille
Lolita Laura Fiorella Morena naît le 15 octobre 1960 à Cantiano, dans les Marches, en Italie. Elle perd son père alors qu'elle est âgée de deux ans et demi. Sa mère émigre alors avec elle en Suisse, à Bôle dans le canton de Neuchâtel, et travaille en équipe aux Fabriques de Tabac Réunies, à Neuchâtel.
Elle suit son école secondaire chez les sœurs de La Chaux-de-Fonds[réf. nécessaire]. Après avoir obtenu sa maturité gymnasiale, elle étudie ensuite l'égyptologie à l'Université de Genève, mais interrompt ses études après être devenue Miss Suisse,.
En 1994, elle se marie avec le footballeur allemand Lothar Matthäus, avec lequel elle a un enfant, mais le couple divorce deux ans plus tard. Elle est brièvement en couple en 2008-2009 avec le conseiller national genevois Christian Lüscher.

### Miss Suisse et parcours professionnel
Elle est élue Miss Suisse romande, Miss Suisse puis encore Miss Univers de Photogénie en 1982. Elle décroche par ailleurs la quatrième place à Miss Monde et à Miss Univers 1983.
Elle collabore à partir de 1987 avec la TSR dans des émissions comme Pique Notes ou 24 et gagne.
Elle présente l'Eurovision en 1989 avec Jacques Deschenaux. Pour participer au concours national, elle doit se naturaliser suisse et renoncer à sa nationalité italienne, qu'elle retrouve 27 ans plus tard[réf. nécessaire].
Au début des années 1990, elle travaille sur des chaînes étrangères : la RAI en Italie et l'ARD en Allemagne[réf. souhaitée]. Elle anime sur la Télévision suisse romande (TSR) les émissions Fort Boyard Suisse ou encore Potes à pattes[réf. souhaitée].
Elle joue de 2000 à 2006 le rôle de Léa dans la série de la TSR Les Pique-Meurons. Elle présente par ailleurs de 2004 à 2009 Les Coups de cœur d'Alain Morisod aux côtés de Jean-Marc Richard.
En 2009, elle quitte « Les coups de cœur » d’Alain Morisod, pour présenter une émission de la Protection suisse des animaux (PSA) sur le placement d'animaux sans foyer, Toudou.

### Autres activités
Elle est membre du comité central de la PSA.
En 2005, elle fonde la société Lux Morgana SA, spécialisée dans les cosmétiques.
En 2021, elle devient co-présidente de la Fondation neuchâteloise d'accueil pour animaux,.